# 中村 (山形県)
中村（なかむら）は、かつて山形県東村山郡にあった村。

## 沿革
- 1889年（明治22年）4月1日 - 町村制施行に伴い東村山郡大蕨村、北山村が合併し、中村が発足。
- 1946年（昭和21年）8月1日 - 一部を分離し東村山郡大寺村に編入。
- 1954年（昭和29年）10月1日 - 東村山郡山辺町、大寺村、作谷沢村、相模村と合併し、山辺町を新設して消滅。